# Courtney Keight
Pas d'image ? Cliquez ici

a Compétitions nationales et continentales officielles uniquement.

b Matchs officiels uniquement.
Dernière mise à jour le 23 mars 2025.
Courtney Keight, née le 27 décembre 1997 à Oxford (Angleterre), est une joueuse internationale galloise de rugby à XV évoluant aux postes d'ailière et d'arrière.

## Biographie
Courtney Keight naît le 27 décembre 1997 à Oxford en Angleterre.
En 2025, elle joue au club des Bristol Bears.
Elle a, début 2025, 16 sélections en équipe du pays de Galles quand elle est retenue pour le Tournoi des Six Nations sous les couleurs de son pays.